# Władysław Kozłowski (pisarz)
Władysław Kozłowski (ur. 14 maja?/27 maja 1903 w Odessie, zm. 6 maja 1992 w Warszawie) – polski pisarz, autor utworów dla dzieci i młodzieży oraz tłumacz literatury rosyjskiej, dziadek Andrzeja Sosnowskiego.

## Życiorys
Pochodził z rodziny robotniczej, syn Jana Kozłowskiego i Martyny z d. Ołowińskiej. W 1904 roku zamieszkał z rodzicami w Warszawie, gdzie ukończył Gimnazjum im. Tadeusza Reytana (1924) i Collegium Pedagogicum Wolnej Wszechnicy Polskiej (1939). Brał udział w kampanii wrześniowej w stopniu podporucznika w 31 Pułku Strzelców Kaniowskich, a następnie do 1945 roku był jeńcem oflagu Gross-Born, gdzie uczestniczył w działalności kulturalnej i otrzymywał nagrody w konkursach literackich.
W latach 1945–1947 kontynuował studia na Uniwersytecie Łódzkim. Od 1946 roku członek PPS, od 1948 roku PZPR. W 1948 roku zamieszkał w Warszawie, gdzie od 1947 roku pracował jako redaktor czasopisma „Świerszczyk”. W latach 1956–1968 pełnił funkcję jego redaktora naczelnego.
Zadebiutował jako prozaik w 1946 roku. Od 1948 roku członek Związku Zawodowego Literatów Polskich, od 1949 roku Związku Literatów Polskich. Otrzymał m.in. Złoty Krzyż Zasługi (1959) i Krzyż Kawalerski Orderu Odrodzenia Polski (1965).

## Twórczość
- Czarodziejski aparat, 1950
- Klub 402, 1951
- O stalowym smoku, 1952
- Czy był początek i czy będzie koniec świata, 1955
- Czy Ziemia na czymś się wspiera, 1955
- Czy życie istnieje tylko na Ziemi, 1955
- Kolega, 1955
- Truś i Trusia, 1955
- Order Podniesionej Przyłbicy, 1958
- Dwie góry, 1961
- Pomponik i piórko, 1961
- Tchórz, 1964
- Imieninowa przygoda, 1968 (wznow. 2020)
- Przylecą jak ptaki na wiosnę, 1983
- Podmiejski 7.04, 1988